# Pseudeusemia anisochrysa
Pseudeusemia anisochrysa là một loài bướm đêm trong họ Geometridae.